# دنیاگیری کووید-۱۹ در ایالات متحده آمریکا
دنیاگیری کروناویروس در ایالات متحده بخشی از دنیاگیری بیماری کروناویروس ۲۰۱۹ (COVID-19) است. تا اوت ۲۰۲۰, بیش از ۱۸۰٬۰۰۰ مرگ مرتبط با کووید-۱۹ در آمریکا رخ داده‌است. اولین سرایت تأیید شده در ژانویه 2020 , و اولین تلفات گزارش شده در فوریه رخ داده. تا پایان مارس، مواردی در همه پنجاه ایالت آمریکا، واشینگتن، دی.سی., و همه قلمروهای ایالات متحده آمریکا به جز ساموآی آمریکا تأیید شد. تا ۳۱ اوت به گفته دانشگاه جانز هاپکینز ۶ میلیون مورد تأیید شده در آمریکا ثبت‌شد.

## تاریخچه
اولین مورد تأییدشده از شیوع کروناویروس در ایالات متحده در ۲۰ ژانویه سال ۲۰۲۰ اعلام شد. تا ۹ مارس، حداقل ۷۵۴ مورد تأییدشده و مشکوک در ایالات متحده وجود داشته‌است که شامل ۲۶ مرگ است. ۱۸ نفر از کشته‌شدگان در ایالت واشینگتن بوده و ۱۳ نفر از آن‌ها در خانه سالمندان بودند. موارد تأییدشده در ۳۶ ایالت از ۵۰ ایالت آمریکا، به علاوه واشینگتن دی سی بوده‌است.
در تاریخ ۲۵ فوریه، مقامات بهداشتی آمریکا از جمله مرکز کنترل و پیشگیری بیماری (CDC) گزارش دادند که آنها انتظار همه‌گیری ویروس را در ایالات متحده داشتند و از دولت‌های محلی، مدارس و مشاغل خواسته‌اند تا برنامه‌هایی، از قبیل لغو تجمعات گسترده را اجرا کنند. لیزا موناکو، مشاور سابق امنیت میهن، بیماری کووید ۱۹ را یک بیماری همه‌گیر احتمالی، و تهدیدی برای امنیت ملی و از مهمترین تهدیدات کشور می‌داند.
در تاریخ ۲ مارس، CDC انتشار تعداد آزمایش‌های انجام شده را متوقف کرد. در بیشتر مناطق ایالات متحده، آزمایش تا امروز فقط بر روی افراد علامت‌دار با سابقه سفر به ووهان و سایر نقاط مهم آسیا انجام شده‌است.
در ۷ مارس، مقامات CDC تأیید کردند که ویروس در جامعه رواج دارد - یعنی از فرد به شخص دیگری با منبع ناشناخته منتقل‌می‌شود. آنها گفتند که انتقال گسترده ممکن است تعداد زیادی از افراد را به دنبال بستری‌شدن در بیمارستان و سایر مراقبت‌های بهداشتی وادار کند و ممکن است سیستم‌های مراقبت‌های بهداشتی را تحت تأثیر قرار‌دهد.

## موارد
CDC هر دوشنبه، چهارشنبه و جمعه تعداد رسمی را منتشر می‌کند و گزارش می‌دهد.
ایالاتی که در آنها هیچ مورد تأیید نشده‌ای وجود‌ندارد: آلاباما، آلاسکا، آرکانزاس، دلاور، آیداهو، ماین، میشیگان، می‌سی‌سی‌پی، مونتانا، نیومکزیکو، داکوتای شمالی، داکوتای جنوبی، ویرجینیا غربی و وایومینگ، و همچنین سرزمین‌های پورتوریکو، ویرجین ایالات متحده جزایر، گوام، جزایر ماریانای شمالی و ساموآ آمریکایی.

### آزمایش کردن

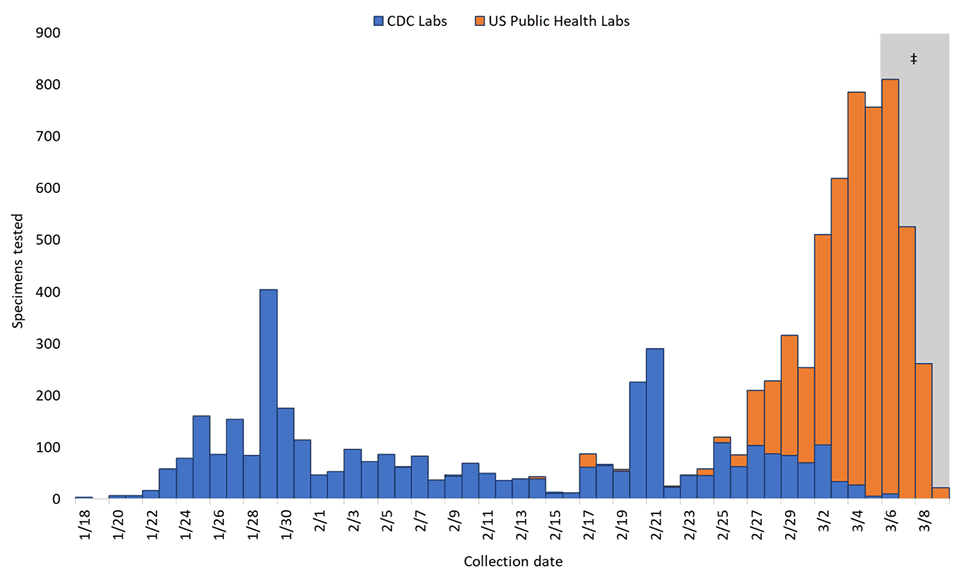
تعداد تست‌های انجام شده در هر روز، در ایالات متحده

از تاریخ ۷ مارس ۲۰۲۰، بیش از ۱۸۹۵ تست در ایالات متحده انجام شده‌است. تقریباً ۱۰٪ از این آزمایش‌ها مثبت‌بوده‌اند.

## پیامدهای اقتصادی
در آبان ۱۳۹۹، دو شرکت زنجیره‌ای سینمایی آمریکا به اسم CMX Cinemas و Studio Movie Grill اعلام ورشستگی کردند. CMX Cinemas هشتمین و Studio Movie Grill یازدهمین زنجیره سینمایی آمریکای شمالی بودند که باید هر کدام به ترتیب ۴۱ و ۳۴ سینمای خود را برای همیشه تعطیل کنند. آنها قبل از دنیاگیری کروناویروس قصد افزایش تعداد شعب داشتند. مدیر زنجیرهٔ سینمایی CMX Cinemas در بیانیه‌ای گفت: «این تنها راه باقی‌مانده برای حفظ برخی از کارکنان تا آخرین روز ممکن است. هیچ واکسنی علیه کرونا نیامده است و اکثر استودیوها حتی حاضر به اکران سینمایی یک فیلم بزرگ جدید هم نیستند. ما فکر می‌کنیم که وضعیت باکس‌آفیس هرگز به دوران قبل از ویروس کرونا/کووید ۱۹ بازنمی‌گردد».

## برای مطالعهٔ بیشتر
نقشه‌ها و داده‌ها

- Coronavirus COVID-19 موارد جهانی و داده‌های تاریخی توسط دانشگاه جان هاپکینز